# Garcinia capuronii
Garcinia capuronii är en tvåhjärtbladig växtart som beskrevs av Z.S.Rogers och P.W.Sweeney. Garcinia capuronii ingår i släktet Garcinia och familjen Clusiaceae. Inga underarter finns listade i Catalogue of Life.